# Ведмедик Паддінгтон
Ведмедик Паддінгтон (англ. Paddington Bear) — герой книги англійського письменника Майкла Бонда й однойменного дитячого серіалу. Ілюстраторами серії книг про ведмедика були Пеґґі Фортнум, Роберт Вітлок Еллі, Девід Маккі, Джон Лоббан та інші художники.
Книга про ведмежа Паддінгтона вважається класикою дитячої літератури. Вперше книга «Ведмедик на ім'я Паддінгтон» була опублікована 13 жовтня 1958 року. Сьогодні у світі понад 25 мільйонів книг про ведмежа Паддінгтона, в загальній складності перекладених 31 мовою. У всьому світі було видано 265 ліцензій на різні продукти з використанням імені ведмежати.
Мультсеріал, знятий в 1975 році не ляльковий, а перекладний, тільки ведмежа Паддінгтон єдиний ляльковий персонаж. У 1997 році в Канаді компанія "Cinar" зняла мальований мультсеріал 'Пригоди ведмежати Паддінгтона".
На Паддінгтоні почалася історія про маленького ведмедика, який приїхав з Дрімучого Перу. Там він стояв і чекав, поки хто-небудь зверне на нього увагу. Містер і місіс Браун вирішили подбати про сміливого заволоку. Незабаром Паддінгтон став повноцінним членом їхньої сім'ї. Оскільки він був вихованим, Паддінгтон намагався бути корисним в будинку. Однак його витівки часто перетворювалися в прокази і пустощі. З цього часу прийнято вважати, що там, де знаходиться ведмежа Паддінгтон — не буває нудно.
Образ ведмедика Паддінгтона — охайність. У книзі його англійська тактовність підкреслюється крислатим капелюхом і синім макінтошем на двох ґудзиках.

## У масовій культурі
13 жовтня 2008 Google відсвяткувала 50-річчя з дня публікації першого видання книги про ведмежа Паддінгтона, зобразивши його на своєму логотипі у вигляді мандрівника з чемоданом.
23 листопада 2014 року у Великій Британії відбулася прем'єра пригодницької комедії Пригоди Паддінгтона. В Україні фільм вийшов на екрани 22 січня 2015 року.
18 січня 2018 року в український прокат вийшла стрічка Пригоди Паддінгтона 2, яка є продовженням фільму 2014 року.